# Arkadiusz Surażyński
Arkadiusz Surażyński (ur. 1974) – polski naukowiec, farmaceuta, doktor habilitowany nauk farmaceutycznych.

## Życiorys
W 1998 ukończył kierunek farmacja na Akademii Medycznej w Białymstoku, gdzie zaraz po studiach rozpoczął pracę w Zakładzie Chemii i Analizy Leków. W 2002 pod kierunkiem prof. Jerzego A. Pałki obronił na Śląskiej Akademii Medycznej w Katowicach pracę doktorską "Mechanizm inhibitorowego działania kwasu acetylosalicylowego na metabolizm kolagenu w fibroblastach skóry ludzkiej" uzyskując stopień naukowy doktora nauk farmaceutycznych. W latach 2003–2005 oraz w 2006 odbył staż naukowy w National Cancer Institute we Frederick. W 2013 na podstawie osiągnięć naukowych i złożonej rozprawy "Identyfikacja zależnych od prolidazy wewnątrzkomórkowych szlaków metabolicznych stanowiących molekularne cele eksperymentalnej farmakoterapii zapalenia i procesu nowotworowego" uzyskał stopień naukowy doktora habilitowanego nauk farmaceutycznych. Posiada specjalizację z farmacji aptecznej.
Jest wiceprezesem Polskiego Towarzystwa Farmaceutycznego Oddział Białystok. 